# Troisième district congressionnel de Caroline du Sud
Le 3e district congressionnel de Caroline du Sud est un district situé dans l'ouest de la Caroline du Sud, limitrophe de la Géorgie et de la Caroline du Nord. Il comprend la totalité des comtés d'Abbeville, Anderson, Edgefield, Greenwood, Laurens, McCormick, Oconee, Pickens et Saluda et des parties des comtés de Greenville et Newberry. Le district est majoritairement rural, mais une grande partie de l'économie tourne autour des centres manufacturiers d'Anderson et de Greenwood. Avec un indice CPVI de R+21, c'est le district le plus républicain de Caroline du Sud.

## Histoire
Historiquement, le district était un bastion démocrate, et les démocrates ont continué à occuper la plupart des postes locaux jusque dans les années 1990. Cependant, la plupart des habitants partagent les opinions socialement conservatrices de leurs homologues du 4e district et le district élit des républicains depuis 1994. Les républicains dominent désormais la politique du district à tous les niveaux, obtenant généralement des marges rivalisant avec celles du 4e. En effet, aucun Démocrate n’a franchi la barre des 40 % dans le district depuis près d’un quart de siècle.
Le Sénateur senior de Caroline du Sud, Lindsey Graham, a occupé ce siège de 1995 à 2003. Il a été remplacé par J. Gresham Barrett, qui a renoncé à son siège pour se présenter au poste de Gouverneur. Le Représentant d'État Jeff Duncan a remporté le siège en 2010.
De 2003 à 2013, le district comprenait la totalité des comtés d'Abbeville, Anderson, Edgefield, Greenwood, McCormick, Oconee, Pickens et Saluda et la plupart des comtés d'Aiken et Laurens.

## Géographie
Comté dans la carte 2023 - 2023
- Comté d'Abbeville
- Comté d'Anderson
- Comté d'Edgefield
- Comté de Greenville (en partie)
- Comté de Greenwod
- Comté de Laurens
- Comté de McCormick
- Comté de Newberry
- Comté d'Oconee
- Comté de Pickens
- Comté de Saluda

## Historique de vote
| Année | Poste     | Résultats              |
| ----- | --------- | ---------------------- |
| 2000  | Président | Bush 63,0 % – 35,0 %   |
| 2004  | Président | Bush 66,0 % – 34,0 %   |
| 2008  | Président | McCain 63,5 % – 35,1 % |
| 2012  | Président | Romney 64,5 % – 33,9 % |
| 2016  | Président | Trump 67,0 % – 29,0 %  |
| 2020  | Président | Trump 69,0 % – 30,0 %  |

## Liste des Représentants du district
| Membre                          | Parti                 | Années                              | Congrès                  | Histoire électorale | Zone géographique |
| ------------------------------- | --------------------- | ----------------------------------- | ------------------------ | --- | --- |
| District établit le 4 mars 1789 |                       |                                     |                          | | |
| Daniel Huger (en)               | Pro Administration    | 4 mars 1789 - 3 mars 1793           | 1re , 2e                 | Élu en 1788. Réélu en 1790. Retrait. | 1789–1793 District Georgetown-Cheraw                                                                                            |
| Lemuel Benton (en)              | Anti-Administration   | 4 mars 1793 - 3 mars 1795           | 3e - 5e                  | Élu en 1793. Réélu en 1794. Réélu en 1796. Perd sa réélection. | 1793–1795 District Georgetown-Cheraw                                                                                            |
| Lemuel Benton (en)              | Républicain-Démocrate | 4 mars 1795 - 3 mars 1799           | 3e - 5e                  | Élu en 1793. Réélu en 1794. Réélu en 1796. Perd sa réélection. | 1793–1795 District Georgetown-Cheraw                                                                                            |
| Lemuel Benton (en)              | Républicain-Démocrate | 4 mars 1795 - 3 mars 1799           | 3e - 5e                  | Élu en 1793. Réélu en 1794. Réélu en 1796. Perd sa réélection. | 1795–1799 District Georgetown                                                                                                   |
| Benjamin Huger (en)             | Fédéraliste           | 4 mars 1799 - 3 mars 1805           | 6e - 8e                  | Élu en 1798. Réélu en 1800. Réélu en 1803. Retrait. | 1799–1833 District Georgetown                                                                                                   |
| David R. Williams (en)          | Républicain-Démocrate | 4 mars 1805 - 3 mars 1809           | 9e , 10e                 | Élu en 1804. Réélu en 1806. Retrait. | 1799–1833 District Georgetown                                                                                                   |
| Robert Witherspoon (en)         | Républicain-Démocrate | 4 mars 1809 - 3 mars 1811           | 11e                      | Élu en 1808. Retrait. | 1799–1833 District Georgetown                                                                                                   |
| David R. Williams (en)          | Républicain-Démocrate | 4 mars 1811 - 3 mars 1813           | 12e                      | Élu en 1810. Retrait. | 1799–1833 District Georgetown                                                                                                   |
| Theodore Gourdin (en)           | Républicain-Démocrate | 4 mars 1813 - 3 mars 1815           | 13e                      | Élu en 1812. Perd sa réélection. | 1799–1833 District Georgetown                                                                                                   |
| Benjamin Huger (en)             | Fédéraliste           | 4 mars 1815 - 3 mars 1817           | 14e                      | Élu en 1814. Perd sa réélection. | 1799–1833 District Georgetown                                                                                                   |
| James Ervin (en)                | Républicain-Démocrate | 4 mars 1817 - 3 mars 1821           | 15e , 16e                | Élu en 1816. Réélu en 1818. Retrait. | 1799–1833 District Georgetown                                                                                                   |
| Thomas R. Mitchell (en)         | Républicain-Démocrate | 4 mars 1821 - 3 mars 1823           | 17e                      | Élu en 1820. Perd sa réélection. | 1799–1833 District Georgetown                                                                                                   |
| Robert B. Campbell (en)         | Républicain-Démocrate | 4 mars 1823 - 3 mars 1825           | 18e                      | Élu en 1823. Retrait. | 1799–1833 District Georgetown                                                                                                   |
| Thomas R. Mitchell (en)         | Jacksonien (en)       | 4 mars 1825 - 3 mars 1829           | 19e , 20e                | Élu en 1824. Réélu en 1826. Perd sa réélection. | 1799–1833 District Georgetown                                                                                                   |
| John Campbell (en)              | Jacksonien (en)       | 4 mars 1829 - 3 mars 1831           | 21e                      | Élu en 1828. Perd sa réélection. | 1799–1833 District Georgetown                                                                                                   |
| Thomas R. Mitchell (en)         | Jacksonien (en)       | 4 mars 1831 - 3 mars 1833           | 22e                      | Élu en 1830. Perd sa réélection. | 1799–1833 District Georgetown                                                                                                   |
| Thomas Singleton (en)           | Nullifer (en)         | 4 mars 1833 - 25 novembre 1833      | 23e                      | Élu en 1833. Décès. | 1833–1843 |
| Vacant                          | Vacant                | 25 novembre 1833 - 27 février 1834  | 23e                      | | 1833–1843 |
| Robert B. Campbell (en)         | Nullifer (en)         | 27 février 1834 - 3 mars 1837       | 23e , 24e                | Élu pour terminer le mandat de Singleton. Réélu en 1834. Retrait. | 1833–1843 |
| John Campbell (en)              | Nullifer (en)         | 4 mars 1837 - 3 mars 1839           | 25e - 27e                | Élu en 1836. Réélu en 1838. Réélu en 1840. Redécoupage vers le 4e district. | 1833–1843 |
| John Campbell (en)              | Démocrate             | 4 mars 1839 - 3 mars 1843           | 25e - 27e                | Élu en 1836. Réélu en 1838. Réélu en 1840. Redécoupage vers le 4e district. | 1833–1843 |
| Joseph A. Woodward (en)         | Démocrate             | 4 mars 1843 - 3 mars 1853           | 28e - 32e                | Élu en 1843. Réélu en 1844. Réélu en 1846. Réélu en 1848. Réélu en 1850. Retrait. | 1843–1853 |
| Laurence M. Keitt (en)          | Démocrate             | 4 mars 1853 - 15 juillet 1856       | 33e , 34e                | Élu en 1853. Réélu en 1854. Démissionne pour obtenir le soutien des électeurs à la suite du passage à tabac de Charles Sumner | 1853–1860 |
| Vacant                          | Vacant                | 15 juillet 1856 - 6 août 1856       | 34e                      | | 1853–1860 |
| Laurence M. Keitt (en)          | Démocrate             | 6 août 1856 - décembre 1860         | 34e - 36e                | Réélu pour terminer son propre mandat. Réélu en 1856. Réélu en 1858. Retrait à la suite de la guerre civile. | 1853–1860 |
| District inactif                | District inactif      | décembre 1860 - 25 juillet 1868     | 36e - 40e                | Guerre de Sécession et Reconstruction | Guerre de Sécession et Reconstruction                                                                                           |
| Manuel S. Corley (en)           | Républicain           | 25 juillet 1868 - 3 mars 1869       | 40e                      | Élu pour terminer le court mandat. Retrait. | 1868–1873 |
| Solomon L. Hoge (en)            | Républicain           | 8 avril 1869 - 3 mars 1871          | 41e                      | Élu en 1868 (Conteste avec succès l'élection de J.P. Reed). Retrait. | 1868–1873 |
| Robert S. Elliott (en)          | Républicain           | 4 mars 1871 - 1er novembre 1874     | 42e , 43e                | Élu en 1870. Réélu en 1872. Démissionne pour devenir Shérif. | 1868–1873 |
| Robert S. Elliott (en)          | Républicain           | 4 mars 1871 - 1er novembre 1874     | 42e , 43e                | Élu en 1870. Réélu en 1872. Démissionne pour devenir Shérif. | 1873–1883 |
| Vacant                          | Vacant                | 1er novembre 1874 - 3 novembre 1874 | 43                       | | |
| Lewis C. Carpenter (en)         | Républicain           | 3 novembre 1874 - 3 mars 1875       | 43                       | Élu pour terminer le mandat d'Elliott. Retrait. | |
| Solomon L. Hoge (en)            | Républicain           | March 4, 1875 – March 3, 1877       | 44e                      | Élu en 1874. Retrait. | |
| D. Wyatt Aiken (en)             | Démocrate             | 4 mars 1877 - 3 mars 1887           | 45e - 49e                | Élu en 1876. Réélu en 1878. Réélu en 1880. Réélu en 1882. Réélu en 1884. Retrait. | |
| D. Wyatt Aiken (en)             | Démocrate             | 4 mars 1877 - 3 mars 1887           | 45e - 49e                | Élu en 1876. Réélu en 1878. Réélu en 1880. Réélu en 1882. Réélu en 1884. Retrait. | 1883–1893 |
| James S. Cothran (en)           | Démocrate             | 4 mars 1887 - 3 mars 1891           | 50e , 51e                | Élu en 1886. Réélu en 1888. Retrait. | |
| George Johnstone (en)           | Démocrate             | 4 mars 1891 - 3 mars 1893           | 52e                      | Élu en 1890. Perd sa renomination. | |
| Asbury C. Latimer (en)          | Démocrate             | 4 mars 1893 - 3 mars 1903           | 53e - 57e                | Élu en 1892. Réélu en 1894. Réélu en 1896. Réélu en 1898. Réélu en 1900. Retrait. | 1893–1903 |
| Wyatt Aiken (en)                | Démocrate             | 4 mars 1903 - 3 mars 1917           | 58e - 64e                | Élu en 1902. Réélu en 1904. Réélu en 1906. Réélu en 1908. Réélu en 1910. Réélu en 1912. Réélu en 1914. Perd sa réélection. | 1903–1913 |
| Wyatt Aiken (en)                | Démocrate             | 4 mars 1903 - 3 mars 1917           | 58e - 64e                | Élu en 1902. Réélu en 1904. Réélu en 1906. Réélu en 1908. Réélu en 1910. Réélu en 1912. Réélu en 1914. Perd sa réélection. | 1913–1933 Comtés d'Abbeville, Anderson, Greenwood, Newberry, Oconee et Pickens                                                  |
| Frederick H. Dominick (en)      | Démocrate             | 4 mars 1917 - 3 mars 1933           | 65e - 72e                | Élu en 1916. Réélu en 1918. Réélu en 1920. Réélu en 1922. Réélu en 1924. Réélu en 1926. Réélu en 1928. Réélu en 1930. Perd sa renomination. | |
| John C. Taylor (en)             | Démocrate             | 4 mars 1933 - 3 janvier 1999        | 73e - 75e                | Élu en 1932. Réélu en 1934. Réélu en 1936. Perd sa renomination. | 1933–1943 |
| Butler B. Hare (en)             | Démocrate             | 3 janvier 1939 - 3 janvier 1947     | 76e - 79e                | Élu en 1938. Réélu en 1940. Réélu en 1942. Réélu en 1944. Retrait. | 1933–1943 |
| 1943–1953                       |                       |                                     | 76e - 79e                | Élu en 1938. Réélu en 1940. Réélu en 1942. Réélu en 1944. Retrait. | |
| W.J. Bryan Dorn (en)            | Démocrate             | 3 janvier 1947 - 3 janvier 1949     | 80e                      | Élu en 1946. Retrait pour se présenter comme Sénateur des États-Unis. | |
| James Butler Hare (en)          | Démocrate             | 3 janvier 1949 - 3 janvier 1951     | 81e                      | Élu en 1948. Perd sa renomination. | |
| W.J. Bryan Dorn (en)            | Démocrate             | 3 janvier 1951 - 31 décembre 1974   | 82e - 93e                | Élu en 1950. Réélu en 1952. Réélu en 1954. Réélu en 1956. Réélu en 1958. Réélu en 1960. Réélu en 1962. Réélu en 1964. Réélu en 1966. Réélu en 1968. Réélu en 1970. Réélu en 1972. Retrait pour se présenter comme Gouverneur et démissionne à la suite de sa défaite. | |
| 1953–1963                       |                       |                                     | 82e - 93e                | Élu en 1950. Réélu en 1952. Réélu en 1954. Réélu en 1956. Réélu en 1958. Réélu en 1960. Réélu en 1962. Réélu en 1964. Réélu en 1966. Réélu en 1968. Réélu en 1970. Réélu en 1972. Retrait pour se présenter comme Gouverneur et démissionne à la suite de sa défaite. | |
| 1963–1973                       |                       |                                     | 82e - 93e                | Élu en 1950. Réélu en 1952. Réélu en 1954. Réélu en 1956. Réélu en 1958. Réélu en 1960. Réélu en 1962. Réélu en 1964. Réélu en 1966. Réélu en 1968. Réélu en 1970. Réélu en 1972. Retrait pour se présenter comme Gouverneur et démissionne à la suite de sa défaite. | |
| 1973–1983                       |                       |                                     | 82e - 93e                | Élu en 1950. Réélu en 1952. Réélu en 1954. Réélu en 1956. Réélu en 1958. Réélu en 1960. Réélu en 1962. Réélu en 1964. Réélu en 1966. Réélu en 1968. Réélu en 1970. Réélu en 1972. Retrait pour se présenter comme Gouverneur et démissionne à la suite de sa défaite. | |
| Vacant                          | Vacant                | 31 décembre 1974 - 3 janvier 1975   | 93e                      | | |
| Butler Derrick (en)             | Démocrate             | 3 janvier 1975 - 3 janvier 1995     | 94e - 103e               | Élu en 1974. Réélu en 1976. Réélu en 1978. Réélu en 1980. Réélu en 1982. Réélu en 1984. Réélu en 1986. Réélu en 1988. Réélu en 1990. Réélu en 1992. Retrait. | |
| 1983–1993                       |                       |                                     | 94e - 103e               | Élu en 1974. Réélu en 1976. Réélu en 1978. Réélu en 1980. Réélu en 1982. Réélu en 1984. Réélu en 1986. Réélu en 1988. Réélu en 1990. Réélu en 1992. Retrait. | |
| 1993–2003                       |                       |                                     | 94e - 103e               | Élu en 1974. Réélu en 1976. Réélu en 1978. Réélu en 1980. Réélu en 1982. Réélu en 1984. Réélu en 1986. Réélu en 1988. Réélu en 1990. Réélu en 1992. Retrait. | |
| Lindsey Graham                  | Républicain           | 3 janvier 1995 - 3 janvier 2003     | 104e - 107e              | Élu en 1994. Réélu en 1996. Réélu en 1998. Réélu en 2000. Retrait pour se présenter comme Sénateur des États-Unis. | |
| Gresham Barrett (en)            | Républicain           | 3 janvier 2003 - 3 janvier 2011     | 108e - 111e              | Élu en 2002. Réélu en 2004. Réélu en 2006. Réélu en 2008. Retrait pour se présenter comme Gouverneur. | 2003–2013 Comtés d'Abbeville, Anderson, Edgefield,Greenwood, McCormick, Oconee, Pickens et Saluca ; majorité d'Aiken et Laurens |
| Jeff Duncan                     | Républicain           | 3 janvier 2011 - 3 janvier 2025     | 112e - 118e              | Élu en 2010. Réélu en 2012. Réélu en 2014. Réélu en 2016. Réélu en 2018. Réélu en 2020. Réélu en 2022. Retrait à la fin de son mandat. | 2003–2013 Comtés d'Abbeville, Anderson, Edgefield,Greenwood, McCormick, Oconee, Pickens et Saluca ; majorité d'Aiken et Laurens |
| Jeff Duncan                     | Républicain           | 3 janvier 2011 - 3 janvier 2025     | 112e - 118e              | Élu en 2010. Réélu en 2012. Réélu en 2014. Réélu en 2016. Réélu en 2018. Réélu en 2020. Réélu en 2022. Retrait à la fin de son mandat. | 2013–2023 |
| Jeff Duncan                     | Républicain           | 3 janvier 2011 - 3 janvier 2025     | 112e - 118e              | Élu en 2010. Réélu en 2012. Réélu en 2014. Réélu en 2016. Réélu en 2018. Réélu en 2020. Réélu en 2022. Retrait à la fin de son mandat. | 2023–2033 |
| Sheri Biggs                     | Républicain           |                                     | 3 janvier 2025 - présent | 119e | Élue en 2024. |

## Résultats des récentes élections
Voici les résultats des dix précédents cycles électoraux dans le district.

### 2004
| Élection de 2004 du 3e district congressionnel de Caroline du Sud | Élection de 2004 du 3e district congressionnel de Caroline du Sud | Élection de 2004 du 3e district congressionnel de Caroline du Sud | Élection de 2004 du 3e district congressionnel de Caroline du Sud | Élection de 2004 du 3e district congressionnel de Caroline du Sud |
| ----------------------------------------------------------------- | ----------------------------------------------------------------- | ----------------------------------------------------------------- | ----------------------------------------------------------------- | ----------------------------------------------------------------- |
| Parti                                                             | Parti                                                             | Candidat                                                          | Votes                                                             | %                                                                 |
|                                                                   | Républicain                                                       | Gresham Barrett (en) (sortant)                                    | 191 052                                                           | 99,5                                                              |
|                                                                   | Write-In                                                          | Write-In                                                          | 947                                                               | 0,5                                                               |
| Total des votes                                                   | Total des votes                                                   | Total des votes                                                   | 191 999                                                           | 100 %                                                             |
|                                                                   | Les Républicains conservent                                       |                                                                   |                                                                   |                                                                   |

### 2006
| Élection de 2006 du 3e district congressionnel de Caroline du Sud | Élection de 2006 du 3e district congressionnel de Caroline du Sud | Élection de 2006 du 3e district congressionnel de Caroline du Sud | Élection de 2006 du 3e district congressionnel de Caroline du Sud | Élection de 2006 du 3e district congressionnel de Caroline du Sud |
| ----------------------------------------------------------------- | ----------------------------------------------------------------- | ----------------------------------------------------------------- | ----------------------------------------------------------------- | ----------------------------------------------------------------- |
| Parti                                                             | Parti                                                             | Candidat                                                          | Votes                                                             | %                                                                 |
|                                                                   | Républicain                                                       | Gresham Barrett (en) (sortant)                                    | 111 882                                                           | 62,9                                                              |
|                                                                   | Démocrate                                                         | Lee Ballenger                                                     | 66 039                                                            | 37,1                                                              |
|                                                                   | Write-In                                                          | Write-In                                                          | 67                                                                | 0,0                                                               |
| Total des votes                                                   | Total des votes                                                   | Total des votes                                                   | 177 988                                                           | 100 %                                                             |
|                                                                   | Les Républicains conservent                                       |                                                                   |                                                                   |                                                                   |

### 2008
| Élection de 2008 du 3e district congressionnel de Caroline du Sud | Élection de 2008 du 3e district congressionnel de Caroline du Sud | Élection de 2008 du 3e district congressionnel de Caroline du Sud | Élection de 2008 du 3e district congressionnel de Caroline du Sud | Élection de 2008 du 3e district congressionnel de Caroline du Sud |
| ----------------------------------------------------------------- | ----------------------------------------------------------------- | ----------------------------------------------------------------- | ----------------------------------------------------------------- | ----------------------------------------------------------------- |
| Parti                                                             | Parti                                                             | Candidat                                                          | Votes                                                             | %                                                                 |
|                                                                   | Républicain                                                       | Gresham Barrett (en) (sortant)                                    | 186 799                                                           | 64,7                                                              |
|                                                                   | Démocrate                                                         | Jane Ballard Dyer                                                 | 101 724                                                           | 35,2                                                              |
|                                                                   | Write-In                                                          | Write-In                                                          | 218                                                               | 0,1                                                               |
| Total des votes                                                   | Total des votes                                                   | Total des votes                                                   | 288 741                                                           | 100 %                                                             |
|                                                                   | Les Républicains conservent                                       |                                                                   |                                                                   |                                                                   |

### 2010
| Élection de 2010 du 3e district congressionnel de Caroline du Sud | Élection de 2010 du 3e district congressionnel de Caroline du Sud | Élection de 2010 du 3e district congressionnel de Caroline du Sud | Élection de 2010 du 3e district congressionnel de Caroline du Sud | Élection de 2010 du 3e district congressionnel de Caroline du Sud |
| ----------------------------------------------------------------- | ----------------------------------------------------------------- | ----------------------------------------------------------------- | ----------------------------------------------------------------- | ----------------------------------------------------------------- |
| Parti                                                             | Parti                                                             | Candidat                                                          | Votes                                                             | %                                                                 |
|                                                                   | Républicain                                                       | Jeff Duncan                                                       | 126 235                                                           | 65,5                                                              |
|                                                                   | Démocrate                                                         | Jane Ballard Dyer                                                 | 66 497                                                            | 34,5                                                              |
| Total des votes                                                   | Total des votes                                                   | Total des votes                                                   | 192 732                                                           | 100 %                                                             |
|                                                                   | Les Républicains conservent                                       |                                                                   |                                                                   |                                                                   |

### 2012
| Élection de 2012 du 3e district congressionnel de Caroline du Sud | Élection de 2012 du 3e district congressionnel de Caroline du Sud | Élection de 2012 du 3e district congressionnel de Caroline du Sud | Élection de 2012 du 3e district congressionnel de Caroline du Sud | Élection de 2012 du 3e district congressionnel de Caroline du Sud |
| ----------------------------------------------------------------- | ----------------------------------------------------------------- | ----------------------------------------------------------------- | ----------------------------------------------------------------- | ----------------------------------------------------------------- |
| Parti                                                             | Parti                                                             | Candidat                                                          | Votes                                                             | %                                                                 |
|                                                                   | Républicain                                                       | Jeff Duncan (sortant)                                             | 169 512                                                           | 66,5                                                              |
|                                                                   | Démocrate                                                         | Bryan Ryan B. Doyle                                               | 84 735                                                            | 33,3                                                              |
|                                                                   | Write-In                                                          | Write-In                                                          | 516                                                               | 0,2                                                               |
| Total des votes                                                   | Total des votes                                                   | Total des votes                                                   | 254 763                                                           | 100 %                                                             |
|                                                                   | Les Républicains conservent                                       |                                                                   |                                                                   |                                                                   |

### 2014
| Élection de 2014 du 3e district congressionnel de Caroline du Sud | Élection de 2014 du 3e district congressionnel de Caroline du Sud | Élection de 2014 du 3e district congressionnel de Caroline du Sud | Élection de 2014 du 3e district congressionnel de Caroline du Sud | Élection de 2014 du 3e district congressionnel de Caroline du Sud |
| ----------------------------------------------------------------- | ----------------------------------------------------------------- | ----------------------------------------------------------------- | ----------------------------------------------------------------- | ----------------------------------------------------------------- |
| Parti                                                             | Parti                                                             | Candidat                                                          | Votes                                                             | %                                                                 |
|                                                                   | Républicain                                                       | Jeff Duncan (sortant)                                             | 116 741                                                           | 71,2                                                              |
|                                                                   | Démocrate                                                         | Barbara Jo Mullis                                                 | 47 181                                                            | 28,8                                                              |
|                                                                   | Write-In                                                          | Write-In                                                          | 87                                                                | 0,0                                                               |
| Total des votes                                                   | Total des votes                                                   | Total des votes                                                   | 164 009                                                           | 100 %                                                             |
|                                                                   | Les Républicains conservent                                       |                                                                   |                                                                   |                                                                   |

### 2016
| Élection de 2016 du 3e district congressionnel de Caroline du Sud | Élection de 2016 du 3e district congressionnel de Caroline du Sud | Élection de 2016 du 3e district congressionnel de Caroline du Sud | Élection de 2016 du 3e district congressionnel de Caroline du Sud | Élection de 2016 du 3e district congressionnel de Caroline du Sud |
| ----------------------------------------------------------------- | ----------------------------------------------------------------- | ----------------------------------------------------------------- | ----------------------------------------------------------------- | ----------------------------------------------------------------- |
| Parti                                                             | Parti                                                             | Candidat                                                          | Votes                                                             | %                                                                 |
|                                                                   | Républicain                                                       | Jeff Duncan (sortant)                                             | 196 325                                                           | 72,8                                                              |
|                                                                   | Démocrate                                                         | Hosea Cleveland                                                   | 72 933                                                            | 27,1                                                              |
|                                                                   | Libertarien                                                       | Mike Boeste                                                       | 2 785                                                             | 1,6                                                               |
|                                                                   | Indépendant                                                       | Denny Heath                                                       | 1 756                                                             | 0,61                                                              |
|                                                                   | Write-In                                                          | Write-In                                                          | 282                                                               | 0,1                                                               |
| Total des votes                                                   | Total des votes                                                   | Total des votes                                                   | 269 540                                                           | 100 %                                                             |
|                                                                   | Les Républicains conservent                                       |                                                                   |                                                                   |                                                                   |

### 2018
| Élection de 2018 du 3e district congressionnel de Caroline du Sud | Élection de 2018 du 3e district congressionnel de Caroline du Sud | Élection de 2018 du 3e district congressionnel de Caroline du Sud | Élection de 2018 du 3e district congressionnel de Caroline du Sud | Élection de 2018 du 3e district congressionnel de Caroline du Sud |
| ----------------------------------------------------------------- | ----------------------------------------------------------------- | ----------------------------------------------------------------- | ----------------------------------------------------------------- | ----------------------------------------------------------------- |
| Parti                                                             | Parti                                                             | Candidat                                                          | Votes                                                             | %                                                                 |
|                                                                   | Républicain                                                       | Jeff Duncan (sortant)                                             | 153 338                                                           | 67,8                                                              |
|                                                                   | Démocrate                                                         | Mary Green                                                        | 70 046                                                            | 31,0                                                              |
|                                                                   | American (en)                                                     | Dave Moore                                                        | 2 697                                                             | 1,2                                                               |
|                                                                   | Write-In                                                          | Write-In                                                          | 123                                                               | 0,0                                                               |
| Total des votes                                                   | Total des votes                                                   | Total des votes                                                   | 226 204                                                           | 100 %                                                             |
|                                                                   | Les Républicains conservent                                       |                                                                   |                                                                   |                                                                   |

### 2020
| Élection de 2020 du 3e district congressionnel de Caroline du Sud | Élection de 2020 du 3e district congressionnel de Caroline du Sud | Élection de 2020 du 3e district congressionnel de Caroline du Sud | Élection de 2020 du 3e district congressionnel de Caroline du Sud | Élection de 2020 du 3e district congressionnel de Caroline du Sud |
| ----------------------------------------------------------------- | ----------------------------------------------------------------- | ----------------------------------------------------------------- | ----------------------------------------------------------------- | ----------------------------------------------------------------- |
| Parti                                                             | Parti                                                             | Candidat                                                          | Votes                                                             | %                                                                 |
|                                                                   | Républicain                                                       | Jeff Duncan (sortant)                                             | 237 544                                                           | 71,2                                                              |
|                                                                   | Démocrate                                                         | Hosea Cleveland                                                   | 95 712                                                            | 28,7                                                              |
|                                                                   | Write-In                                                          | Write-In                                                          | 308                                                               | 0,1                                                               |
| Total des votes                                                   | Total des votes                                                   | Total des votes                                                   | 333 564                                                           | 100 %                                                             |
|                                                                   | Les Républicains conservent                                       |                                                                   |                                                                   |                                                                   |

### 2022
La Primaire républicaine a été annulée. Jeff Duncan (R-Sortant) avance vers l'Élection Générale sans opposition.
| Élection de 2022 du 3e district congressionnel de Caroline du Sud | Élection de 2022 du 3e district congressionnel de Caroline du Sud | Élection de 2022 du 3e district congressionnel de Caroline du Sud | Élection de 2022 du 3e district congressionnel de Caroline du Sud | Élection de 2022 du 3e district congressionnel de Caroline du Sud |
| ----------------------------------------------------------------- | ----------------------------------------------------------------- | ----------------------------------------------------------------- | ----------------------------------------------------------------- | ----------------------------------------------------------------- |
| Parti                                                             | Parti                                                             | Candidat                                                          | Votes                                                             | %                                                                 |
|                                                                   | Républicain                                                       | Jeff Duncan (sortant)                                             | 189 971                                                           | 97,6                                                              |
|                                                                   | Write-In                                                          | Write-In                                                          | 4 598                                                             | 2,4                                                               |
| Total des votes                                                   | Total des votes                                                   | Total des votes                                                   | 194 569                                                           | 100 %                                                             |
|                                                                   | Les Républicains conservent                                       |                                                                   |                                                                   |                                                                   |

### 2024
| Primaire républicaine de 2024 du 3e district congressionnel de Caroline du Sud | Primaire républicaine de 2024 du 3e district congressionnel de Caroline du Sud | Primaire républicaine de 2024 du 3e district congressionnel de Caroline du Sud | Primaire républicaine de 2024 du 3e district congressionnel de Caroline du Sud | Primaire républicaine de 2024 du 3e district congressionnel de Caroline du Sud |
| ------------------------------------------------------------------------------ | ------------------------------------------------------------------------------ | ------------------------------------------------------------------------------ | ------------------------------------------------------------------------------ | ------------------------------------------------------------------------------ |
| Parti                                                                          | Parti                                                                          | Candidat                                                                       | Votes                                                                          | %                                                                              |
|                                                                                | Républicain                                                                    | Mark Burns                                                                     | 27 069                                                                         | 33,2                                                                           |
|                                                                                | Républicain                                                                    | Sheri Biggs                                                                    | 23 523                                                                         | 28,8                                                                           |
|                                                                                | Républicain                                                                    | Stewart Jones                                                                  | 15 260                                                                         | 18,7                                                                           |
|                                                                                | Républicain                                                                    | Kevin Bishop                                                                   | 8 972                                                                          | 11,0                                                                           |
|                                                                                | Républicain                                                                    | Franky Franco                                                                  | 3 494                                                                          | 4,3                                                                            |
|                                                                                | Républicain                                                                    | Elspeth Snow Murday                                                            | 1 754                                                                          | 2,1                                                                            |
|                                                                                | Républicain                                                                    | Philips Healy                                                                  | 1 552                                                                          | 1,9                                                                            |

| Second tour de la Primaire républicaine de 2024 du 3e district congressionnel de Caroline du Sud | Second tour de la Primaire républicaine de 2024 du 3e district congressionnel de Caroline du Sud | Second tour de la Primaire républicaine de 2024 du 3e district congressionnel de Caroline du Sud | Second tour de la Primaire républicaine de 2024 du 3e district congressionnel de Caroline du Sud | Second tour de la Primaire républicaine de 2024 du 3e district congressionnel de Caroline du Sud |
| ------------------------------------------------------------------------------------------------ | ------------------------------------------------------------------------------------------------ | ------------------------------------------------------------------------------------------------ | ------------------------------------------------------------------------------------------------ | ------------------------------------------------------------------------------------------------ |
| Parti                                                                                            | Parti                                                                                            | Candidat                                                                                         | Votes                                                                                            | %                                                                                                |
|                                                                                                  | Républicain                                                                                      | Sheri Biggs                                                                                      | 28 156                                                                                           | 51,0                                                                                             |
|                                                                                                  | Républicain                                                                                      | Mark Burns                                                                                       | 27 064                                                                                           | 49,0                                                                                             |

| Primaire démocrate de 2024 du 3e district congressionnel de Caroline du Sud | Primaire démocrate de 2024 du 3e district congressionnel de Caroline du Sud | Primaire démocrate de 2024 du 3e district congressionnel de Caroline du Sud | Primaire démocrate de 2024 du 3e district congressionnel de Caroline du Sud | Primaire démocrate de 2024 du 3e district congressionnel de Caroline du Sud |
| --------------------------------------------------------------------------- | --------------------------------------------------------------------------- | --------------------------------------------------------------------------- | --------------------------------------------------------------------------- | --------------------------------------------------------------------------- |
| Parti                                                                       | Parti                                                                       | Candidat                                                                    | Votes                                                                       | %                                                                           |
|                                                                             | Démocrate                                                                   | Bryon Best                                                                  | 5 188                                                                       | 62,4                                                                        |
|                                                                             | Démocrate                                                                   | Frances Guldner                                                             | 3 129                                                                       | 37,6                                                                        |

| Élection de 2024 du 3e district congressionnel de Caroline du Sud | Élection de 2024 du 3e district congressionnel de Caroline du Sud | Élection de 2024 du 3e district congressionnel de Caroline du Sud | Élection de 2024 du 3e district congressionnel de Caroline du Sud | Élection de 2024 du 3e district congressionnel de Caroline du Sud |
| ----------------------------------------------------------------- | ----------------------------------------------------------------- | ----------------------------------------------------------------- | ----------------------------------------------------------------- | ----------------------------------------------------------------- |
| Parti                                                             | Parti                                                             | Candidat                                                          | Votes                                                             | %                                                                 |
|                                                                   | Républicain                                                       | Sheri Biggs                                                       | 248 451                                                           | 71,7                                                              |
|                                                                   | Démocrate                                                         | Bryon Best                                                        | 87 735                                                            | 25,3                                                              |
|                                                                   | Alliance Party (en)                                               | Michael Bedenbaugh                                                | 9918                                                              | 2,9                                                               |
|                                                                   | Write-In                                                          | Write-In                                                          | 609                                                               | 0,2                                                               |
| Total des votes                                                   | Total des votes                                                   | Total des votes                                                   | 346 713                                                           | 100 %                                                             |
|                                                                   | Les Républicains conservent                                       |                                                                   |                                                                   |                                                                   |